# Emberizoides herbicola
Emberizoides herbicola е вид птица от семейство Тангарови (Thraupidae).

## Разпространение
Видът е разпространен в Аржентина, Боливия, Бразилия, Венецуела, Гвиана, Колумбия, Коста Рика, Панама, Парагвай, Перу, Суринам, Уругвай и Френска Гвиана.